# Grenzeloos Verliefd
Grenzeloos Verliefd is een serie van Net5 met tot op heden tien seizoenen. Iedere aflevering volgt een Nederlandse man of vrouw die voor de liefde naar het buitenland verhuist. Een vergelijkbare serie is Liefs Uit..., waarin Nederlanders met een buitenlandse partner zich in Nederland proberen te settelen.
Sinds 12 november 2019 is er een spin-off van de serie, genaamd Grenzeloos Verliefd: Baby in het Buitenland. 
Hierin volgt Jennifer Hoffman vier zwangere vrouwen die in het buitenland wonen.

## Seizoen 1
| Aflevering     | Titel              | Kijkcijfers | Uitzenddatum |  |
| -------------- | ------------------ | ----------- | ------------ |  |
| 1              | Jessica & Rami     |             |              |  |
| ( Jordanië)    |                    |             |              |  |
| 2              | Kristel & Gonzalo  |             |              |  |
| ( Argentinië)  |                    |             |              |  |
| 3              | Anna Mae & Michael |             |              |  |
| ( Canada)      |                    |             |              |  |
| 4              | Ymke & David       |             |              |  |
| ( Oeganda)     |                    |             |              |  |
| 5              | Marco & Themys     |             |              |  |
| ( Colombia)    |                    |             |              |  |
| 6              | Esther & David     |             |              |  |
| ( Peru)        |                    |             |              |  |
| 7              | Janita & Thangi    |             |              |  |
| ( Zuid-Afrika) |                    |             |              |  |
| 8              | Cindy & Apollo     |             |              |  |
| ( Ghana)       |                    |             |              |  |
| 9              | Esther & Ricardo   |             |              |  |
| ( El Salvador) |                    |             |              |  |
| 10             | Jeroen & Christine |             |              |  |
| ( Noorwegen)   |                    |             |              |  |

## Seizoen 2
| Aflevering     | Titel              | Kijkcijfers | Uitzenddatum |  |
| -------------- | ------------------ | ----------- | ------------ |  |
| 1              | Jessica & Rami     |             |              |  |
| ( Jordanië)    |                    |             |              |  |
| 2              | Kristel & Gonzalo  |             |              |  |
| ( Argentinië)  |                    |             |              |  |
| 3              | Anna Mae & Michael |             |              |  |
| ( Canada)      |                    |             |              |  |
| 4              | Ymke & David       |             |              |  |
| ( Oeganda)     |                    |             |              |  |
| 5              | Marco & Themys     |             |              |  |
| ( Colombia)    |                    |             |              |  |
| 6              | Esther & David     |             |              |  |
| ( Peru)        |                    |             |              |  |
| 7              | Janita & Thangi    |             |              |  |
| ( Zuid-Afrika) |                    |             |              |  |
| 8              | Cindy & Apollo     |             |              |  |
| ( Ghana)       |                    |             |              |  |
| 9              | Esther & Ricardo   |             |              |  |
| ( El Salvador) |                    |             |              |  |
| 10             | Jeroen & Christine |             |              |  |
| ( Noorwegen)   |                    |             |              |  |

## Seizoen 3
| Aflevering     | Titel             | Kijkcijfers | Uitzenddatum |  |
| -------------- | ----------------- | ----------- | ------------ |  |
| 1              | Esther & Amhed    |             |              |  |
| ( Egypte)      |                   |             |              |  |
| 2              | Ellen & Ferianton |             |              |  |
| ( Indonesië)   |                   |             |              |  |
| 3              | Nicoline & Balla  |             |              |  |
| ( Singapore)   |                   |             |              |  |
| 4              | Lisa & Jorge      |             |              |  |
| ( Mexico)      |                   |             |              |  |
| 5              | Roxane & Abhi     |             |              |  |
| ( India)       |                   |             |              |  |
| 6              | Gwenny & Michael  |             |              |  |
| ( Zuid-Afrika) |                   |             |              |  |
| 7              | Britt & Paco      |             |              |  |
| ( Spanje)      |                   |             |              |  |
| 8              | Eline & Fernando  |             |              |  |
| ( Guatemala)   |                   |             |              |  |
| 9              | Kelly & Choco     |             |              |  |
| ( Peru)        |                   |             |              |  |
| 10             | Eva & Phil        |             |              |  |
| ( Zuid-Afrika) |                   |             |              |  |

## Seizoen 4
| Aflevering                                         | Titel                | Kijkcijfers | Uitzenddatum |  |
| -------------------------------------------------- | -------------------- | ----------- | ------------ |  |
| 1                                                  | Daisy & Lester       |             |              |  |
| ( Nicaragua)                                       |                      |             |              |  |
| 2                                                  | Kim & Erick          |             |              |  |
| ( Zambia)                                          |                      |             |              |  |
| 3                                                  | Carlijn & Thierry    |             |              |  |
| ( Kameroen)                                        |                      |             |              |  |
| 4                                                  | Amarens & Gilvandro  |             |              |  |
| ( Brazilië)                                        |                      |             |              |  |
| 5                                                  | Carlijne & Marius    |             |              |  |
| ( Zuid-Afrika)                                     |                      |             |              |  |
| 6                                                  | Nicole & Francisco   |             |              |  |
| ( Guatemala)                                       |                      |             |              |  |
| 7                                                  | Joanne & Luiz Felipe |             |              |  |
| ( Brazilië)                                        |                      |             |              |  |
| 8                                                  | Petra & Andrés       |             |              |  |
| ( Chili)                                           |                      |             |              |  |
| 9                                                  | Dimphy & Casey       |             |              |  |
| ( Verenigde Staten)                                |                      |             |              |  |
| 10                                                 | Marcia & Mouloud     |             |              |  |
| ( Marokko)                                         |                      |             |              |  |
| 11                                                 | Hoe is het nu met    |             |              |  |
| laatste ontwikkelingen bij de verschillende dames. |                      |             |              |  |

## Seizoen 5
| Aflevering                                         | Titel               | Kijkcijfers | Uitzenddatum |  |
| -------------------------------------------------- | ------------------- | ----------- | ------------ |  |
| 1                                                  | Arja & Rob          |             |              |  |
| ( Nieuw-Zeeland)                                   |                     |             |              |  |
| 2                                                  | Sanne & Ivan        |             |              |  |
| ( Mexico)                                          |                     |             |              |  |
| 3                                                  | Leoni & Tim         |             |              |  |
| ( Thailand)                                        |                     |             |              |  |
| 4                                                  | Milene & Can        |             |              |  |
| ( Turkije)                                         |                     |             |              |  |
| 5                                                  | Sussane & Akimu     |             |              |  |
| ( Tanzania)                                        |                     |             |              |  |
| 6                                                  | Davitha & Darnell   |             |              |  |
| ( Verenigde Staten)                                |                     |             |              |  |
| 7                                                  | Angelique & Dickson |             |              |  |
| ( Kenia)                                           |                     |             |              |  |
| 8                                                  | Saskia & Serhat     |             |              |  |
| ( Turkije)                                         |                     |             |              |  |
| 9                                                  | Kimberly & Erick    |             |              |  |
| ( Tanzania)                                        |                     |             |              |  |
| 10                                                 | Anne & Daniel       |             |              |  |
| ( Ecuador)                                         |                     |             |              |  |
| 11                                                 | Hoe is het nu met   |             |              |  |
| laatste ontwikkelingen bij de verschillende dames. |                     |             |              |  |
| 12                                                 | Kerstaflevering     |             |              |  |
| laatste ontwikkelingen bij de verschillende dames. |                     |             |              |  |